# Renault VBC 90
Renault VBC 90 je francouzské kolové (6×6) průzkumné vozidlo. Na svoji velikost je poměrně rychlé ale ne obojživelné. Jeho slabé pancéřování chrání posádku pouze před střelami malé ráže. To však vyvažuje velká palebná síla. Vozidlo Renault VBC 90 používají ozbrojené síly Ománu a Armáda Francie.